# Wojciech Narbutt
Wojciech Narbutt herbu Trąby (ur. 1762 w Sukurczach, zm. 26 lutego 1837 tamże) – literat, szambelan królewski, poseł na Sejm Czteroletni z powiatu lidzkiego w 1790 roku.
Był synem Tadeusza podkomorzego lidzkiego, kształcił się w Collegium Nobilium w Warszawie. Od 1775 na dworze Stanisława Augusta Poniatowskiego. 2 maja 1791 roku podpisał asekurację, w której zobowiązał się do popierania projektu Ustawy Rządowej. W czasie Insurekcji kościuszkowskiej otrzymał patent na porucznika wojsk Rzeczypospolitej. W 1795 towarzyszył Adamowi Jerzemu Czartoryskiemu w podróży do Petersburga. W 1801 polecony przez Czartoryskich przyjął pracę nauczyciela i wychowawcy Dominika Radziwiłła. Dalsze jego losy są mało znane. W latach 1809–1812 był marszałkiem powiatu lidzkiego.